# Réal Martin
Der Réal Martin ist ein Fluss in Frankreich, der im Département Var in der Region Provence-Alpes-Côte d’Azur verläuft. Er entspringt im Gemeindegebiet von Pignans, entwässert generell in südwestlicher Richtung und mündet nach rund 28 Kilometern an der Gemeindegrenze von Hyères und La Crau als linker Nebenfluss in den Gapeau.

## Orte am Fluss
(Reihenfolge in Fließrichtung)
- Pignans
- Pierrefeu-du-Var